# Filon Kmita
Filon Semenowicz Kmita Czarnobylski herbu Chorągwie Kmitów (ur. ok. 1530, zm. przed 25 marca 1587) – wojewoda smoleński od 1579, rotmistrz, starosta orszański od 1566 roku, starosta ostrski od 1562 roku.
Syn Semena i Tatiany Kroszyńskiej.
W 1562 wziął udział w wojnie z Rosją. Na czele oddziału 300 konnych rozbił pod Czernihowem 2-tysięczne zgrupowanie wojsk moskiewskich. Po wzmocnieniu swoich sił, dowodząc oddziałem 1400 kawalerii zdobył szturmem Czernihów. Przeprowadził następnie zagon zaczepny pod Starodub, rozbijając w czasie powrotu pościg rosyjski.
W 1564, w czasie operacji głównych sił litewskich pod wodzą hetmana wielkiego litewskiego Mikołaja Radziwiłła Rudego w okolicach Połocka, osłaniał jego prawe skrzydło. Na czele 2-tysięcznego oddziału jazdy uniemożliwił połączenie sił moskiewskich. Po zwycięstwie Radziwiłła w bitwie na Polu Iwańskim, przeszedł do działań zaczepnych, zmuszając Rosjan do wycofania się do Smoleńska. W 1565 na czele 1600 jazdy przeprowadził zagon na Siewierszczyznę, zdobył Poczep i ze zdobyczą wojenną wycofał się do kraju. W uznaniu jego zasług przywilejem z dnia 29 marca 1566 król Polski Zygmunt II August dokonał z nim korzystnej dla Filona Kmity zamiany. Za spustoszony Lityn, nadał mu na własność zamek i miasto Czarnobyl wraz z okolicznymi dobrami, które Filon miał wcześniej w dzierżawie od króla.
W 1566 otrzymał starostwo orszańskie.
W 1568 na czele czterotysięcznego oddziału przeprowadził działania zaczepne na Smoleńszczyznie. Wywabił część załogi Smoleńska i pobił ją w polu. Następnie spustoszył terytoria państwa rosyjskiego aż po Wiaźmę, po czym nie nękany przez wroga powrócił do Orszy.
Na barkach Kmity spoczęła ochrona wywiadowcza Wielkiego Księstwa Litewskiego od strony Rosji. Pilnie śledził przygotowania wojenne cara Iwana Groźnego, o czym nieustannie donosił swoim zwierzchnikom.
Wziął udział w wojnie moskiewskiej Stefana Batorego. W 1579, w czasie wyprawy połockiej, osłaniał pochód sił głównych od strony Smoleńska. 18 października został mianowany wojewodą smoleńskim.
W 1580 w czasie wyprawy wielkołuckiej, na czele 9-tysięcznego oddziału wtargnął na Smoleńszczyznę, gdzie poniósł jednak porażkę. Po zdobyciu Wielkich Łuków został 5 września komendantem tej twierdzy. W styczniu 1581 zdobył twierdzę moskiewską Chołm. Przeprowadził zagon na Nowogród Wielki i przejściowo zdobył Starą Russę.
Wraz z hetmanem polnym litewskim Krzysztofem Radziwiłłem Piorunem przeprowadził w dniach 25–29 sierpnia śmiały atak 7000 jazdy litewskiej na Rżew, bezpośrednio zagrażając samemu Iwanowi Groźnemu, który wówczas przebywał w Staricy. Wydarzenie to opisał Jan Kochanowski w poemacie Jezda do Moskwy.
Filon Kmita żonaty był z Nastazją Hornostajówną, wdową po Hrehorym Sanguszce. Drugi raz ożenił się z Zofią Chodkiewiczówną, córką kasztelana wileńskiego Grzegorza Chodkiewicza, z którą miał synów: Jeremiasza i Łazarza i córki: Zofię i Bohdanę.
Był wyznawcą prawosławia.